# Lampert Vera
Lampert Vera (külföldön Vera [Lampert] Deak is) (Torbágy, 1944. december 24.) zenetörténész, zenei könyvtáros. Kutatásai középpontjában Bartók Béla művészete, etnomuzikológusi tevékenysége áll.

## Élete
1959 és 1963 között a Bartók Béla Konzervatóriumban Soproni József, 1964 és '69 között a Zeneakadémia zenetudományi szakán Szabolcsi Bence tanítványa volt. A diploma megszerzésétől az MTA Zenetudományi Intézetének volt munkatársa 1978-ig. Ekkor az USA-ba emigrált, ahol 1983-tól a walthami (Massachusetts) Brandeis Egyetem zenei könyvtárosa lett. 1986-ban a bostoni Simmons College-ban könyvtárosi képesítést szerzett.

## Publikációi

### Könyvek
- Jemnitz Sándor válogatott zenekritikái. Budapest, 1973. Zeneműkiadó. [szerkesztő]
- Bartók breviárium. Levelek, írások, dokumentumok; összeáll., bev. Ujfalussy József, szerk. Lampert Vera; 2. jav., bőv. kiad.; Zeneműkiadó, Bp., 1974
- Bartók Béla; Akadémiai, Bp., 1976 (A múlt magyar tudósai)
- Bartók népdalfeldolgozásainak forrásjegyzéke. Magyar, szlovák, román, rutén, szerb és arab népdalok és táncok. Budapest, 1980. Zeneműkiadó. ISBN 9633303699 [németül 1981.]
- Bartók breviárium Budapest, 1980 (3. kiad.) Zeneműkiadó. (Ujfalussy Józseffel) ISBN 963330329X
- Népzene Bartók műveiben. A feldolgozott dallamok forrásjegyzéke. Magyar, szlovák, román, rutén, szerb és arab népdalok és táncok. Budapest, 2005. (2. jav. bőv. kiad.) Helikon Kiadó. (Vikárius Lászlóval) [angolul 2008. ISBN 9789632271644 ]
- Folk music in Bartók's compositions. A source catalog. Arab, Hungarian, Romanian, Ruthenian, Serbian, and Slovak melodies (Bartók népdalfeldolgozásainak forrásjegyzéke); szerk. Lampert Vera, Vikárius László; Hungarian Heritage House, Bp., 2008 + CD

### Tanulmányok
- Bartók Béla és a délszláv folklór. 1972
- Schoenbergs, Bergs und Adornos Briefe an Sándor (Alexander) Jemnitz. 1973
- Bolhák Orlando di Lasso műveiben. Egy európai toposz magyar vonatkozásai. 2000
- Fischer Annie művészete. 2002
- Bartók és a népies műdal. Egy korai dalciklus forrásairól. 2006

## Díjai, elismerései
- 2006 – Szabolcsi Bence-díj